# Conde da Calheta
Conde da Calheta foi um título criado por D. Sebastião, rei de Portugal, por carta de 20 de Agosto de 1576, a favor de Simão Gonçalves da Câmara, 1.º conde da Calheta da ilha da Madeira.
Usaram o título
1. Simão Gonçalves da Câmara, 1º Conde da Calheta (Funchal, 2 de Setembro de 1512 - Funchal, 4 de Março de 1580);
2. João Gonçalves da Câmara (Lisboa, 1541 - Almeirim, Julho de 1580), 2.º conde da Calheta;
3. Simão Gonçalves da Câmara, 3º Conde da Calheta (1565 -?);
4. João Gonçalves da Câmara (1590 - Lisboa, Sacramento, 27 de Março de 1656), 4.º conde de Calheta;
5. Afonso de Vasconcelos e Sousa Cunha Câmara Faro e Veiga (17 de Janeiro de 1664 - Lisboa, São José 2 de Fevereiro de 1734), 5º conde de Calheta;
6. António José de Vasconcelos e Sousa Câmara Caminha Faro e Veiga, (Lisboa, São José 15 de Fevereiro de 1738 - Lisboa, São José 6 de Junho de 1801), 6.º Conde da Calheta e 2.º marquês de Castelo Melhor;
7. António de Vasconcelos e Sousa da Câmara Caminha Faro e Veiga (Lisboa, São José 29 de Maio de 1783 - 27 de Agosto de 1827), 3.º marquês de Castelo Melhor e 7.º conde da Calheta;
8. António de Vasconcelos e Sousa Câmara Caminha Faro e Veiga (Lisboa, São José 13 de Março de 1816 - Lisboa, São José 27 de Julho de 1858, 8.º conde da Calheta e 4º marquês de Castelo Melhor;
9. João de Vasconcelos e Sousa Câmara Caminha Faro e Veiga (Lisboa, Santa Maria dos Olivais, Nª Sª da Purificação de Belas, 10 de Maio de 1841 - Lisboa, São José 11 de Janeiro de 1878), 9.º conde da Calheta e 5º marquês de Castelo Melhor;
10. D. Helena Maria de Vasconcelos e Sousa Ximenes (Lisboa, São José, 2 de Novembro de 1871 - Lisboa, São Cristóvão e São Lourenço, São Lourenço 5 de Setembro de 1932), 10.º condessa da Calheta e 7ª marquesa de Castelo Melhor,

Após a implementação da República e o fim do sistema nobiliárquico, tornou-se pretendente ao título D. Bernardo João da Silveira de Vasconcelos e Sousa (1957-), actual representante da casa.